# 1 (film din 2009)
1 este primul lungmetraj al regizorului/designerului de producție maghiar Pater Sparrow⁠(d). A fost inspirat de cartea Prowokacja (Provocarea) a scriitorului polonez de science fiction Stanisław Lem, o lucrare pseudoepigrafă, publicată pentru prima dată de Wydawnictwo Literackie în 1984.

## Rezumat
O librărie renumită pentru lucrările sale rare este plină în mod misterios de copii ale unei cărți intitulate 1, care nu pare să aibă un editor sau un autor. Almanahul ciudat este plin de tabele și statistici care descriu tot ce se întâmplă în lume în decurs de un minut. Începe o investigație a poliției, iar personalul librăriei, împreună cu un vizitator misterios de la Vatican, care a sosit exact ca și cartea, sunt plasați în izolare de către Biroul pentru Cercetări Paranormale (RDI - Institutul de Apărare a Realității). Pe măsură ce ancheta progresează, situația devine mai complexă și cartea din ce în ce mai cunoscută, stârnind numeroase controverse. Încet, investigatorul principal, Phil Pitch, începe să-și piardă controlul asupra realității.

## Distribuție
- Zoltán Mucsi⁠(d) – Phil Pitch
- László Sinkó⁠(d) – Swan Tamel
- Pál Mácsai⁠(d) – Al F. Eveson
- Vica Kerekes⁠(d) – Maya Satin
- Balázs Czukor – Agnus Andersen
- Zoltán Balázs – Richard Lance
- Máté Haumann – Tom Keats

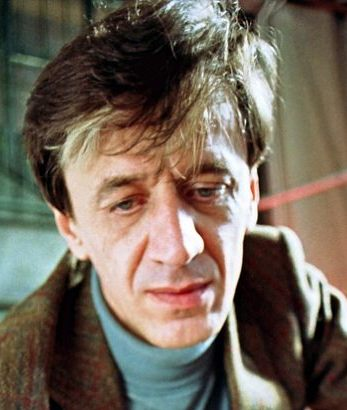
Zoltán Mucsi

- Krzysztof Rogacewicz – Doctor Anselmi
- Zoltán Berzsenyi – Doctor Anselmi (voce)
- Krisztina Bíró – Sondra Dolphin

## Festivaluri și premii
Filmul a debutat la cea de-a 40-a Săptămână a Filmului Maghiar, unde a câștigat 5 premii: cea mai bună cinematografie, cel mai bun montaj, cel mai bun design vizual, cel mai bun producător și a primit premiul pentru cel mai bun film de prim lungmetraj din partea Juriului studenților.
A câștigat, de asemenea, Premiul Criticilor Filmului Maghiar în 2010 pentru cea mai bună realizare vizuală.
A primit premiul pentru cel mai bun regizor și cel mai bun actor (pentru Zoltán Mucsi⁠(d)) la a 30-a ediție a Festivalului Internațional de Film Fantasporto (din Porto).
A câștigat premiul pentru cel mai bun regizor la cel de-al 20-lea Festival de Film Fantastic al Universității din Málaga⁠(d) (Fancine Málaga) și  premiul pentru cel mai bun film SF la cel de-al 5-lea Festival de Film Cinefantasy din San Paulo.
A primit premiul publicului la cel de-al 16-lea Festival Internațional al Tinerilor Cineaști din Granada și la cel de-al 7-lea Festival de film proaspăt din Praha.

Selecții oficiale:
- Cea de-a 42-a ediție a Festivalului Internațional de Film - cat. Filme Fantastice SITGES / secțiunea „Viziuni noi - Descoperire”.
- Festivalul Internațional de Film Fantastic „European” de la Bruxelles și competiția „7th Orbit”.
- Festivalul Internațional de Science Fiction și Film Fantastic de la Londra
- Festivalul Internațional de Film Policier de Liege
- Festivalul Internațional de Film de la Göteborg
- New York Lincoln Center/ Festivalul de film maghiar
- Festivalul Internațional de Film Sci-Fi și Fantezie de la Atena, evaluat SFF
- Festivalul Internațional de Film S+F de la Triest.
- Festivalul Internațional de Film de la Bradford,
- Festivalul Internațional de Film de la Oslo,
- Festivalul EuroCine 27 de la Bruxelles
- Festivalul de film Israel Icon
- Festivalul Internațional de Film Independent de la Ourense
- Festivalul Internațional de film fantastic de la Montreal
- Festivalul de film fantastic de la Montevideo